# Келугерешть
Келугерешть, Келугерешті (рум. Călugărești) — село у повіті Алба в Румунії. Входить до складу комуни Аврам-Янку.
Село розташоване на відстані 338 км на північний захід від Бухареста, 70 км на північний захід від Алба-Юлії, 75 км на південний захід від Клуж-Напоки, 139 км на північний схід від Тімішоари.

## Населення
За даними перепису населення 2002 року у селі проживали 103 особи, усі — румуни. Усі жителі села рідною мовою назвали румунську.